# Hort del Sastre
L'Hort del Sastre és un antic hort, ara abandonat, del municipi de Castell de Mur, al Pallars Jussà, a l'antic terme de Mur, en terres del poble de Vilamolat de Mur.
Està situat a la dreta del barranc de Sant Gregori, al nord-est de la Boïga de Sant Miquel, a l'esquerra del barranc de Rius.